# Diacamma purpureum
Diacamma purpureum é uma espécie de formiga do gênero Diacamma, pertencente à subfamília Ponerinae.